# Turrisendi
I Turrisendi furono una famiglia capitaneale di Verona.

## Storia
I primi esponenti, noti già dall'XI secolo, erano imparentati con le famiglie comitali dei Gandolfingi, dei Sambonifacio e degli Erzoni di Verona.
Tra i personaggi illustri si ricordano:
- Turrisendo II (?-1082), sposò Gisla, figlia di Bosone II, conte di Sabbioneta[1]
- Epone (fine XI secolo), lascia una vasta eredità, con terreni nel mantovano, trentino e vicentino
- Ottonello (XII secolo), sposa la figlia del conte Bonifacio di Sambonifacio
- Turrisendo III (XII secolo), fu rettore nel 1156 del comune di Verona e "conte di Garda". Si ribellò all'imperatore Federico Barbarossa asserragliandosi nella Rocca di Garda
- Turrisendo (XIII secolo), sedeva nel consiglio comunale di Verona al tempo di Mastino I della Scala, signore di Verona[2]